# ایست اوراسی (کالیفرنیا)
ایست اوراسی (به انگلیسی: East Orosi) یک منطقهٔ مسکونی در ایالات متحده آمریکا است که در شهرستان تولار، کالیفرنیا واقع شده‌است. ایست اوراسی ۰٫۶۴۲ کیلومتر مربع مساحت و ۴۹۵ نفر جمعیت دارد و ۱۲۰ متر بالاتر از سطح دریا واقع شده‌است.